# Nizami (Ararat)
Nizami (in armeno Նիզամի?, fino al 1978 Nejeli Verin) è un comune dell'Armenia di 1 473 abitanti (2008) della provincia di Ararat.
Il nome della cittadina deriva dal poeta persiano Nezami.